# Зарянка (река)
Зарянка — река в России, протекает в Котельничском районе Кировской области. Устье реки находится в 16 км по правому берегу реки Юма. Длина реки составляет 11 км.
Исток реки в болоте Большое к северо-западу от посёлка и ж/д станции Ежиха (линия Нижний Новгород — Котельнич). В верховьях протекает через торфоразработки, где течение реки зарегулировано и на ней создана сеть мелиоративных канав. Ниже протекает посёлок Ежиха, впадает в Юму к югу от него, напротив деревни Гущины.

## Данные водного реестра
По данным государственного водного реестра России относится к Камскому бассейновому округу, водохозяйственный участок реки — Вятка от города Котельнич до водомерного поста посёлка городского типа Аркуль, речной подбассейн реки — Вятка. Речной бассейн реки — Кама.
Код объекта в государственном водном реестре — 10010300412111100036696.